# 板套房
板套房，在香港主要指板間房，但亦有人將籠屋、天台屋、閣樓、套房和梗房都歸類入其中，政府則稱為劏房，它們的特點是地方小、呎租貴
、沒有獨立水錶電錶，而且很多都集中於樓價較低的舊樓/屋苑，板間房、梗房、部份天台屋和閣樓的住戶，需要與其他住戶共用廚房和廁所或去公廁及公眾浴室。
2009年10月，一個由中國內地來港人士組成的民間組織訪問該區30個家庭後所做的調查結果估計：現時荃灣區約有2000戶「套房」，他們都是感覺被政府忽視的一群，集無公屋、無綜援、無獨立電錶（不能享有電費減免扶貧措施）於一身的生活背景，區內又稱他們為「荃灣三無」人士。
2013年5月27日，長遠房屋策略督導委員會估算，全港有18,800個樓宇單位有劏房，約有66,900個劏房戶，171,300人居於劏房。2013年8月19日，有志願機構估計，在荃灣市中心有逾6,000個劏房（未計算工廠大廈改建劏房）。

## 板間房
「板間房」（Cubicle Apartments 或 Partitioned Flats）指用木板分隔的房間，通常約數十呎至百多呎，廁所和廚房是公用的（荃灣區的板房都是一些800呎至千多呎的大單位改建而成四至七個板房，一般除走廊、廚廁外沒有公共空間，亦有設有小客廳的，除「尾房」（最外圍的房間）外都沒有窗戶）。每間板間房有業主（或房東）裝置的電錶，租戶按用電量向業主（或房東）繳交電費，一般電價比電力公司貴三至五成不等。另外，租戶需要分擔公共地方（例如走廊、廁所和廚房）的電費，亦有業主（或房東）按人頭收取固定的電費。水費方面，租戶或按人頭分擔水費單的水費，或按人頭收取固定的水費。

## 天台屋

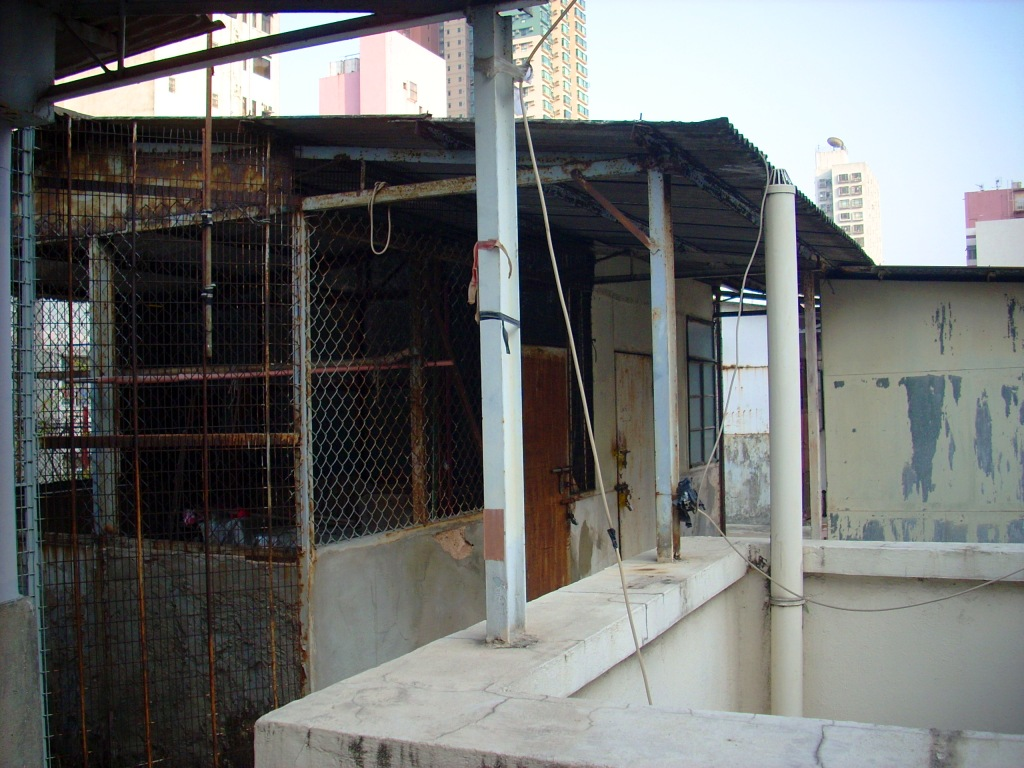
新填地街一幢唐樓上的天台屋

「天台屋」（Unauthorized Structure, Penthouse or Rooftop）是指建於天台的搭建物，用磚、水泥、木、鐵皮建造，大部分均屬違法僭建物。此類搭建物的業主很多時都會封掉大廈樓梯通往天台的入口，將其變成僭建天台屋的門口，如遇火災的話居民可能會逃生無門。部分天台屋多已建成數十年，樓宇質素差，管理質素亦低下，常有漏水、蟲鼠甚至有住戶在走火通道（即大廈樓梯）焚燒香燭冥鏹（俗稱燒衣）等問題，走火通道放滿雜物亦十分常見。夏天熱，冬天冷，租金較便宜，但經常會停電幾小時。

2011年中，新界丁屋以至眾多議員高官的僭建天台玻璃屋問題備受關注，不過，假如真要拿那些「僭建物」與存在已久的、甚為擁擠、衛生環境惡劣的「鐵皮天台屋」比較的話，其實玻璃屋的居住環境和安全程度應該算是高出很多了。

## 閣樓
「閣樓」（Mezzanine Floor or Cockloft）是指建於地下與一樓之間的夾層，地台通常為木製，樓層較矮，面積約數百平方呎。由於閣樓是由地下加建出來的，所以通常是商用單位。亦有將閣樓改建成兩個套房單位，或改建為四、五個板梗房單位的，出入不會經由地下商舖，改由另一樓梯出入。部份區內閣樓有僭建物。

## 籠屋
2009年末，美國有線新聞網絡（CNN）訪問其中一間籠屋，十九人居住在六百多平方呎（約五十八平方米）空間，共用兩間廁格。截至2010年，仍有十萬人居住在籠屋。

## 套房
套房（Studio Flats, Suite Rooms or Self Contained Flats）中文一般解作「有多個房間的豪華住所」（例如「總統套房」、「酒店套房」），或指「附有廁所和浴室的房間」（例如「主人套房」、「工人套房」），在台灣解作15坪以下的一房一廳單位。

對於一般基層租客，「套房」只是「一個有獨立廁所的房間」（部分亦會設有「開放式廚房」，不過其實只是爐灶加上洗滌盤），通常約80呎至200呎，多數有空調，部分有獨立水錶電錶（荃灣區的「套房」大都是由一個大單位改建而成三至七個細套房，分「無睡房」和「一房」兩種，部份「套房」沒有窗戶）。亦有一些「套房」是「有獨立廁所，但共用廚房」的。

「套房」的裝修、用料、間隔、維修和抽風系統等一般都頗為參差並欠缺規範（當然這與其所在樓宇本身很多時都已經很有歷史這點不無關係），不過隨著時代進步，亦有一部分此類物業的業主開始注意到物業的居住環境及安全。